# Piotr Mohamed
Piotr Magdi „Glaca” Mohamed (ur. 10 kwietnia 1970 w Rzeszowie) – polski muzyk, producent muzyczny, autor tekstów i wokalista pochodzenia sudańskiego. Członek Akademii Fonograficznej ZPAV.

## Życiorys
Jest synem sudańskiego inżyniera i polskiej lekarki. Większość lat dzieciństwa spędził mieszkając w Libii i Sudanie. Po powrocie do Polski zamieszkał w Swarzędzu.
Był współzałożycielem grupy muzycznej Sweet Noise. W 2008 wraz z DJ-em i producentem muzycznym znanym jako TR Hacker powołał projekt My Riot, którego debiutancki album zatytułowany Sweet Noise miał premierę 13 września 2011. Od 2009 wraz z Justinem Chancellorem z amerykańskiej formacji Tool współtworzy projekt M.T.void. 6 kwietnia 2018 premierę miał solowy album muzyka o tytule ZANG, na którym gościnnie wystąpili Justin Chancellor, Kora, Peja, Marta Podulka i Anna Parini.
W ramach występów ze Sweet Noise, Mohamed współpracował z takimi wykonawcami jak: Vader, Adam Darski, Krzysztof Raczkowski, O.S.T.R., Edyta Górniak, Natalia Kukulska, Anna Maria Jopek, Anja Orthodox oraz Bogdan Kondracki. Ponadto wokalista wystąpił gościnnie na albumach takich wykonawców jak: Slums Attack, Ski Skład, Shahid, Pezet, Peja, None i Black Glass.
Jego menedżerką i żoną była Sylwia Lato, z którą rozwiódł się w 2014. Mają córkę Sarę.

## Dyskografia
Albumy solowe
| Rok  | Dane dot. albumu                                                                    | Najwyższa pozycja na liście |
| Rok  | Dane dot. albumu                                                                    | POL                         |
| ---- | ----------------------------------------------------------------------------------- | --------------------------- |
| 2018 | Zang - Wydany: 6 kwietnia 2018 - Wytwórnia: My Music - Format: CD, digital download | 2                           |

Noise.Inc
| Rok  | Tytuł              | Uwagi                                | Źródło        |
| ---- | ------------------ | ------------------------------------ | ------------- |
| 2007 | We Are the Strange | ścieżka dźwiękowa, Ryko Distribution | [ 11 ] [ 12 ] |

Gościnnie
| Rok  | Wykonawca/Album                           | Uwagi                      | Źródło |
| ---- | ----------------------------------------- | -------------------------- | ------ |
| 2001 | None – No one                             | Metal Mind Productions     | [ 13 ] |
| 2003 | Ski Skład – Wspólne zadanie               | T1-Teraz                   | [ 14 ] |
| 2004 | Shahid – Sumud                            | EMI Music Poland           | [ 15 ] |
| 2005 | Slums Attack – Najlepszą obroną jest atak | Fonografika                | [ 16 ] |
| 2009 | Peja – Na serio                           | Terrorym, Fonografika      | [ 17 ] |
| 2011 | Black Glass – Holy Rain                   | Ahead Records, Fonografika | [ 18 ] |
| 2012 | Slums Attack – CNO2                       | Fonografika                | [ 19 ] |
| 2013 | HZOP – Słowo                              | RPS Enterteyment           | [ 20 ] |

## Teledyski
| Rok  | Utwór                                                 | Reżyseria     | Album    | Źródło |
| ---- | ----------------------------------------------------- | ------------- | -------- | ------ |
| 2010 | Peja – „Pozwól mi żyć (Są chwile)” (gościnnie: Glaca) | GCM           | Na serio | [ 21 ] |
| 2013 | HZOP – „Mury spłoną” (gościnnie: Glaca)               | 9 Liter Filmy | Słowo    | [ 20 ] |
| 2018 | Glaca – „Życie i Samotność” (gościnnie: Peja)         | Grand Revolta | ZANG     | [ 22 ] |

## Nagrody i wyróżnienia
| Rok  | Kategoria                                           | Nagroda  | Uwagi     | Źródło |
| ---- | --------------------------------------------------- | -------- | --------- | ------ |
| 1997 | Album roku metal (Sweet Noise – Ghetto)             | Fryderyk | Nagroda   | [ 23 ] |
| 1998 | Album roku metal (Sweet Noise – Koniec wieku)       | Fryderyk | Nominacja | [ 24 ] |
| 1999 | Album roku metal (Sweet Noise – The End of Century) | Fryderyk | Nominacja | [ 25 ] |
| 2002 | Album roku metal (Sweet Noise – Czas ludzi cienia)  | Fryderyk | Nagroda   | [ 26 ] |